# Expedition: Robinson 1999
Expedition: Robinson 1999 var tredje säsongen av doku-/realitysåpan Expedition: Robinson. Efter att föregående säsong sänts, valde Sveriges Television att sända en ny säsong av programserien. Dock blev ny programledare Anders Lundin. Säsongens första avsnitt sändes den 25 september 1999 och avslutades den 18 december samma år. Säsongen utspelade sig i Cadlao i Filippinerna, och spelades in under perioden juni-augusti 1999. Slutgiltig vinnare blev Jerker Dalman.

## Deltagare
Precis som i föregående säsong fick en deltagare komma in som en joker under sammanslagningen, markerad i fet-kursiv stil. Deltagarna var:
- Agneta Ekström, 47 år, Göteborg.
- Deniz Özen, 29 år, Danderyd.
- Douglas Svedberg, 24 år, Stockholm.
- Franz Schnabel, 53 år, Helsingborg.
- Jenny Hägglöf, 26 år, Eskilstuna.
- Jerker Dalman, 23 år, Göteborg.
- Johnny Leinonen, 33 år, Motala.
- Klas Granström, 23 år, Luleå.
- Lisa Knapp, 26 år, Stockholm.
- Marie-Louise "Malou" Rydin, 36 år, Stockholm
- Martin Suorra, 48 år, Gällivare.
- Mona Lundqvist, 47 år, Umeå.
- Robert Andersson, 25 år, Gällivare.
- Sara Hallander, 34 år, Lund.
- Susanna "Syrsa" Wahlberg, 18 år, Trollhättan.
- Tobias "Jesus" Petterson, 27 år, Lund.
- Ulrika Klintell, 34 år, Örebro.

## Tävlingen
Från början delades de 16 deltagarna in i fyra lag: Nord, Syd, Öst och Väst. Varje lag innehöll fyra deltagare som sattes på ön i var sitt läger. Före sammanslagningen blev totalt fem personer utröstade (i ordning: Deniz Özen, Klas Granström, Jenny Hägglöf, Johnny Leinonen och Malou Rydin). Då deltagaren Susanna Wahlberg fick bryta sin medverkan fick Deniz och Klas tävla om vem av de två som skulle få återvända och ta hennes plats. Klas vann den utmaningen. I första avsnittet fick deltagaren Franz Schnabel bryta p.g.a. sjukdom. 
I det tredje avsnittet skedde den första sammanslagningen, som innebar att Nord och Öst slogs ihop till lag Nord respektive Syd och Väst till lag Syd. 
Precis som i föregående säsonger skulle lagen tävla i pris- och Robinsontävlingar. I pristävlingar vann lagen priser medan i Robinsontävlingar blev vinnande laget immuna i örådet. Precis som i 1998 års säsong var det det immuna laget som röstade ut en i det förlorande laget. 
I sjunde avsnittet skedde en sammanslagning, då Nord och Syd slogs ihop till ett lag: lag Robinson. Deltagarna tävlade nu individuellt, även om de bodde under samma tak. Precis som innan kördes pris- och Robinsontävlingar, men nu blev det istället en vinnare som blev immun mot utröstning. Douglas Svedberg kom in som joker. Innan finalen röstades sju deltagare ut( i ordning: Mona Lundqvist, Ulrika Klintell, Lisa Knapp, Douglas Svedberg, Martin Suorra, Sara Hallander och Agneta Ekström). Varje utröstad deltagare fick chansen att lämna en svart röst som skulle gälla i nästa öråd. 
I finalen återstod fyra deltagare (Jerker, Jesus, Klas och Robert). Första grenen blev Plankan, där Jerker stod kvar längst, medan Jesus åkte ner först. Därmed blev Jerker den första finalisten. De övriga tre tävlade i en frågesport, som vanns av Klas, som blev den andra finalisten. De deltagare som åkte ut/röstats ut efter andra sammanslagningen fick därefter agera jury och rösta fram vinnaren. Med fem röster ( Mona, Sara, Agneta, Jesus och Douglas) mot fyra (Robert, Ulrika, Lisa och Martin) vann Jerker Dalman över Klas Granström. 

### Sändningar[1]
1. 25 september 1999 - ca 2 009 000 tittare.
2. 2 oktober 1999 - ca 2 072 000 tittare.
3. 9 oktober 1999 - ca 2 047 000 tittare.
4. 16 oktober 1999 - ca 2 034 000 tittare.
5. 23 oktober 1999 - ca 2 231 000 tittare.
6. 30 oktober 1999 - ca 2 030 000 tittare.
7. 6 november 1999 - ca 1 842 000 tittare.
8. 13 november 1999 - ca 2 152 000 tittare.
9. 20 november 1999 - ca 2 252 000 tittare.
10. 27 november 1999 - ca 2 313 000 tittare.
11. 4 december 1999 - ca 2 204 000 tittare.
12. 11 december 1999 - ca 2 180 000 tittare.
13. 18 december 1999 - ca 2 849 000 tittare.

## Laguppställningar

### Lagen före första sammanslagningen
Från början delades deltagarna in i fyra lag, två kvinnolag och två manslag. 

De deltagare som blev kvar innan första sammanslagningen står i bokstavsordning, övriga är står i röd text i den ordning de åkte ut i.
| Nr | Lag Nord           |
| 1  | Lisa Knapp         |
| 2  | Marie-Louise Rydin |
| 3  | Mona Lundqvist     |
| 4  | Susanna Wahlberg   |

| Nr | Lag Syd         |
| 1  | Agneta Ekström  |
| 2  | Sara Hallander  |
| 3  | Ulrika Klintell |
| 4  | Jenny Hägglöf   |

| Nr | Lag Öst         |
| 1  | Johnny Leinonen |
| 2  | Martin Suorra   |
| 3  | Deniz Özen      |
| 4  | Franz Schnabel  |

| Nr | Lag Väst         |
| 1  | Jerker Dalman    |
| 2  | Jesus Pettersson |
| 3  | Robert Andersson |
| 4  | Klas Granström   |

### Lagen efter första sammanslagningen
I den tredje episoden slogs lagen ihop till två lag. 

De deltagare som blev kvar innan andra sammanslagningen står i bokstavsordning, övriga är står i röd text i den ordning de åkte ut i.
| Nr | Lag Nord           |
| 1  | Lisa Knapp         |
| 2  | Mona Lundqvist     |
| 3  | Martin Suorra      |
| 4  | Marie-Louise Rydin |
| 5  | Johnny Leinonen    |
| 6  | Susanna Wahlberg   |

| Nr | Lag Syd          |
| 1  | Agneta Ekström   |
| 2  | Jerker Dalman    |
| 3  | Jesus Pettersson |
| 4  | Klas Granström   |
| 5  | Robert Andersson |
| 6  | Sara Hallander   |
| 7  | Ulrika Klintell  |
| 8  | Jenny Hägglöf    |

### Lagen efter andra sammanslagningen
I den sjätte episoden slogs Nord och Syd ihop till ett lag: lag Robinson.

Deltagarna står i den ordning som de röstades ut i, medan vinnaren är markerad i grönt.
| Nr | Lag Robinson     |
| 1  | Jerker Dalman    |
| 2  | Klas Granström   |
| 3  | Jesus Pettersson |
| 3  | Robert Andersson |
| 5  | Agneta Ekström   |
| 5  | Sara Hallander   |
| 7  | Martin Suorra    |
| 8  | Douglas Svedberg |
| 9  | Lisa Knapp       |
| 10 | Ulrika Klintell  |
| 11 | Mona Lundqvist   |